# Campeonato Panamericano de Taekwondo de 1986
El IV Campeonato Panamericano de Taekwondo se celebró en Guayaquil (Ecuador) en 1986 bajo la organización de la Unión Panamericana de Taekwondo.
En total se disputaron en este deporte dieciséis pruebas diferentes, ocho masculinas y ocho femeninas.

## Resultados

### Masculino
| Evento | Oro                                   | Plata                                 | Bronce                                                                      |
| ------ | ------------------------------------- | ------------------------------------- | --------------------------------------------------------------------------- |
| –50 kg | Francisco Carvallo · Ecuador          | Kyung Yang · Perú                     | Francisco Sánchez · Puerto Rico · César Rodríguez Luna · México             |
| –54 kg | Carlos Rivas · Venezuela              | Alfredo Suárez · Ecuador              | Jorge Videl · Colombia · Long Pham · Estados Unidos                         |
| –58 kg | Freddy Marín · Ecuador                | Miguel Camacho · República Dominicana | Han-Won Lee · Estados Unidos · Johnny Bermúdez · Venezuela                  |
| –64 kg | Chris Spencer Estados Unidos          | Juan Tejeda Puerto Rico               | Gerardo González · Venezuela · Ashley Castaneda · Canadá                    |
| –70 kg | Jean Claude Morais · Canadá           | Kareem Ali Jabbar Estados Unidos      | Xavier Aroco · Ecuador · Feo Comacho · República Dominicana                 |
| –76 kg | Richard Jaydes Warwick Estados Unidos | Manuel Angulo · Colombia              | Antonio González · Puerto Rico · Diego Carranza · Costa Rica                |
| –83 kg | Herbert Pérez Estados Unidos          | Ferrere Clerveaux · Canadá            | José Carbonell · República Dominicana · Fernando Jaramillo · Ecuador        |
| +83 kg | Scott Miranti Estados Unidos          | Miguel Esquivel · México              | Rafael Herrera · Colombia · Robert Fellner · Islas Vírgenes Estadounidenses |

### Femenino
| Evento | Oro                            | Plata                          | Bronce                                                                        |
| ------ | ------------------------------ | ------------------------------ | ----------------------------------------------------------------------------- |
| –43 kg | Mayra Montalvo · Ecuador       | Andrea Leveque Estados Unidos  | Yanire Feliciano Puerto Rico                                                  |
| –47 kg | Lorena Menéndez · Ecuador      | Catherine Lee Estados Unidos   | Thais Brady · Venezuela · Edna Sánchez · Puerto Rico                          |
| –51 kg | Debra Holloway Estados Unidos  | Katerine Macías · Ecuador      | Ivett Ayala Puerto Rico Deborah Loyer Islas Vírgenes Estadounidenses          |
| –55 kg | Kim Dotson Estados Unidos      | Julie Girard · Canadá          | Ivonne Ayala Puerto Rico Anamaria Harris Islas Vírgenes Estadounidenses       |
| –60 kg | Leslie Losinger Estados Unidos | Livian Pérez Puerto Rico       | Lennis Castillo · Ecuador · Dawn Lefabre · Canadá                             |
| –65 kg | Tessa Gordon · Canadá          | Paola Natascha Díaz · Ecuador  | Allison Henderson Estados Unidos                                              |
| –70 kg | Gisela Gilbert Puerto Rico     | Lizabeth Eastland · Canadá     | Sharon Jewell · Estados Unidos · Miguelina Vásconez · Ecuador                 |
| +70 kg | Lynette Love Estados Unidos    | Elizabeth González Puerto Rico | Mónica Barzayo · Ecuador · Phillicia Sprauve · Islas Vírgenes Estadounidenses |

## Medallero
| Núm. | País                           | Oro | Plata | Bronce | Total |
| ---- | ------------------------------ | --- | ----- | ------ | ----- |
| 1    | Estados Unidos                 | 8   | 3     | 4      | 15    |
| 2    | Ecuador                        | 4   | 3     | 5      | 12    |
| 3    | Canadá                         | 2   | 3     | 2      | 7     |
| 4    | Puerto Rico                    | 1   | 3     | 6      | 10    |
| 5    | Venezuela                      | 1   | 0     | 3      | 4     |
| 6    | Colombia                       | 0   | 1     | 2      | 3     |
| 6    | República Dominicana           | 0   | 1     | 2      | 3     |
| 8    | México                         | 0   | 1     | 1      | 2     |
| 9    | Perú                           | 0   | 1     | 0      | 1     |
| 10   | Islas Vírgenes Estadounidenses | 0   | 0     | 4      | 4     |
| 11   | Costa Rica                     | 0   | 0     | 1      | 1     |
|      | TOTAL                          | 16  | 16    | 30     | 62    |